# Барбара Рахвальська
Барбара Рахвальска (пол. Barbara Rachwalska; 13 квітня 1922, Варшава — 1993) — польська акторка театру, кіно і телебачення.

## Біографія
Народилася 13 квітня 1922 року в Варшаві. Акторську освіту здобула в Державному інституті театрального мистецтва у Варшаві, який закінчила в конспірації в 1944 році. Дебютувала в театрі в 1945 році. Акторка театрів в Лодзі та Варшаві. Виступала в спектаклях «Театру телебачення» (приблизно 50 ролей) в 1961—1993 роках.
Померла 23 грудня 1993 в Варшаві. Похована на Вольському цвинтарі у Варшаві.

## Вибрана фільмографія
- 1963 — Кодова назва «Нектар»
- 1974 — Пам'ятай ім'я своє
- 1975 — Ночі і дні